# Conflicte d'interessos (pel·lícula)
Conflicte d'interessos  (títol original: The Gingerbread Man) és una pel·lícula estatunidenca de Robert Altman, estrenada l'any 1998. Està basat en un manuscrit no publicat de John Grisham. Ha estat doblada al català.

## Argument
Figura eminent de la ciutat de Savannah a Geòrgia, Rick Magruder és un advocat brillant satisfet per l'èxit i les conquestes. Un vespre de tempesta que anuncia l'arribada d'un huracà, Magruder acompanya Mallory, una criada angoixada, a la qual el seu pare, Dixon Doss, acaba de manllevar el seu cotxe. La jove li explica que el seu pare l'empaita des de la infantesa. El descriu com un salvatge que viu al fons dels boscos. Magruder decideix ajudar-la i obté sense problema l'internament de Dixon. Però aquest no triga a evadir-se.

## Repartiment
- Kenneth Branagh: Rick Magruder
- Embeth Davidtz: Mallory Doss
- Robert Downey Jr.: Clyde Pell
- Tom Berenger: Pete Randle
- Daryl Hannah: Lois Harlan
- Robert Duvall: Dixon Doss
- Famke Janssen: Leeanne Magruder
- Jesse James: Jeff Magruder
- Mae Whitman: Libby Magruder
- Wilbur Fitzgerald: Judge Russo

## Crítica
- "Inquietant, rara, atractiva pel·lícula"[3]
- "Negríssima adaptació de la novel·la de John Grisham"[4]